# Ignite
Ignite és un grup de hardcore melòdic format al Comtat d'Orange el 1993. La major part de les seves lletres són socialment i políticament compromeses. Ignite dona suport activament i ha fet donacions a organitzacions com Earth First!, Metges Sense Fronteres, Sea Shepherd Conservation Society i Pacific Wildlife. L'antic cantant Zoltán «Zoli» Téglás va tenir present qüestions ambientals i el vegetarianisme, temes habituals que es troben a A Place Called Home.
Ignite va fer una gira europea el 2008. El 2010, el cantant Zoli Téglás es va unir a Pennywise amb qui va enregistrar el desè àlbum de la banda, All or Nothing, substituint Jim Lindberg fins al 2012.
Téglás va deixar Ignite el 2020 havent liderat el grup des de 1994. El 17 de setembre de 2021, Ignite va publicar un nou EP amb el nou cantant Eli Santana, provinent del grup de heavy metal Holy Grail, amb dues cançons, «Anti Complicity Anthem» i «Turn XXI».

## Discografia

### Àlbums d'estudi
- Scarred for Life (1994) Lost & Found Records
- Family (1995) Lost & Found Records
- Call On My Brothers (1995) Conversion Records
- A Place Called Home (2000) TVT Records
- Our Darkest Days (2006) Abacus Recordings / Century Media Records[5]
- A War Against You (2016) Century Media Records
- Ignite (2022) Century Media Records[6]

### Altres enregistraments
- Where They Talk EP (1994) Ringside Records
- Slapshot / Ignite split (1994) Lost & Found Records
- Battery / Ignite split (1994) Lost & Found Records
- In My Time EP (1995) Lost & Found Records
- Ignite / Good Riddance split (1996) Revelation Records
- Past Our Means EP (1996) Revelation Records
- Straight Ahead (1997) Rovers Records
- Ignite / X-Acto split (1997) Ataque Sonoro Records
- Sea Shepherd Conservation Society EP (1999) Vacation House Records

### Aparicions de recopilatoris
- Punk Bites (1996) Fearless Records
- Guilty by Association (1995)
- West Coast vs. East Coast Hardcore (1995)
- As The Sun Sets... (1999) The Association Of Welterweights
- Never Give In: A Tribute to Bad Brains (1999) Century Media Records
- Punk Chunks Vol. 2 (2002) Lameass Recordz
- Revelation 100: A Fifteen Year Retrospective of Rare Recordings (2002) Revelation Records
- The Worldwide Tribute to the Real Oi Vol. 2 (2002) I Scream/Knockout/Triple Crown
- Our Impact Will Be Felt (2007) Abacus Recordings